# Фрідріх Бедекер
Фрідріх Бедекер (нім. Friedrich Bödeker; 11 вересня 1867, Ерлінггаузен — 9 квітня 1937, Кельн) — німецький ботанік, колекціонер кактусів, мандрівник кінця XIX — початку ХХ століття.

## Біографія
Фредерік Бедекер був ремісником. Але його великою пристрастю було вивчення кактусових. У багатьох статтях, він описав нові відкриті таксони цієї родини. Вважався спеціалістом з вивчення роду Мамілярія (Mammillaria). Йому була присвячена, опублікована в 1933 році праця «Mammillarien-Vergleichs-Schlüssel», яка досі вважається класичною в таксономії Mammillaria.

## Таксони описані
У 1928 році він описав перший представник турбінікарпусів як Echinocactus scmiedeckeanus Boed (зараз класифікується як Turbinicarpus schmiedickeanus Buxb. & Backeb.). 1929 року Бедекером дано первинний опис роду Ацтекіум (Aztekium) Boed.

## Таксони, названі на честь Бедекера
Ім'ям Фрідріха Бедекера Бакеберг назвав вид медіолобівії Mediolobivia boedekeriana Backeb. (зараз цей вид прирівняний до Rebutia aureiflora Backeb.). Ім'я Бедекера носила також Mammillaria boedekeriana Britton & Rose, проте, згідно з сучасною класифікацією, вона теж не є самостійним видом.